# Metallothioneïne

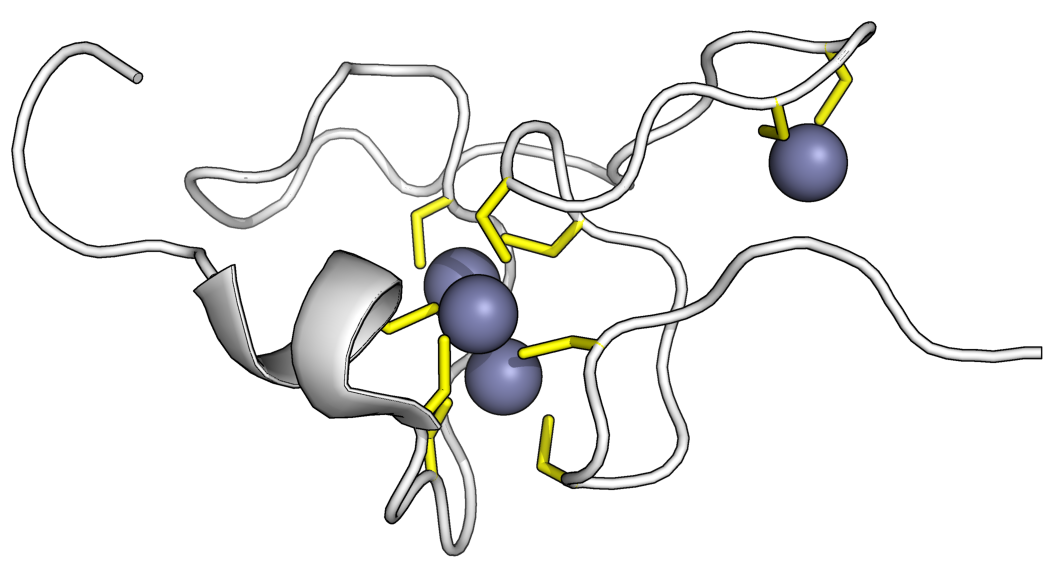
Beta-E-eiwitmotief van gewone tarwe. Ec-1-metallothioneïne gebonden aan zinkionen en vormt zo een zinkvinger. Cysteïnen in geel, zink in paars.

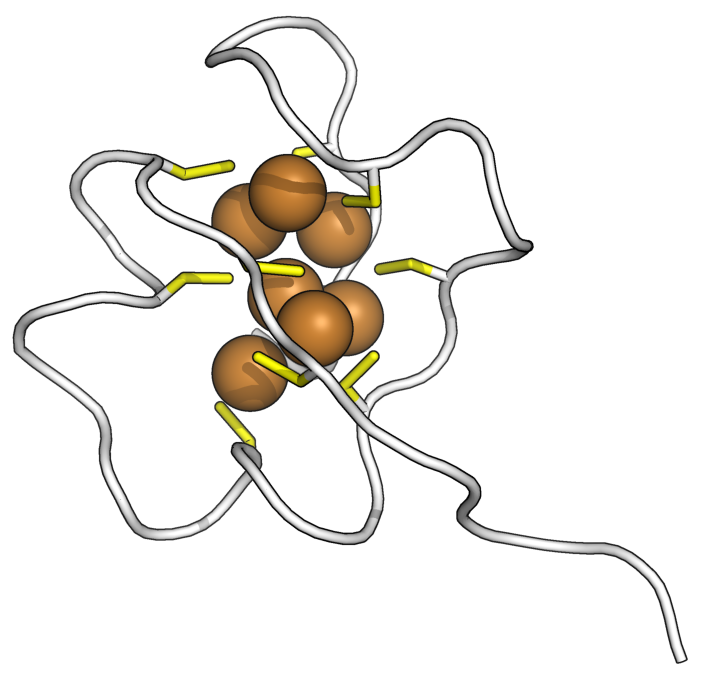
Saccharomyces cerevisiae MT metallothioneïne gebonden aan koperionen. Cysteïnen in geel, koper in bruin.

Metallothioneïne (MT) is een familie van cysteïne-rijke eiwitten, die een lage moleculaire massa van 500 - 14000 Da hebben. De aminozuursequentie bevat karakteristieke Cys-Cys- of  Cys-X-Cys-motieven. Ze komen voor in het membraan van het golgicomplex. Metallothioneïnen kunnen fysiologisch zware metalen binden met de thiol-groep van de cysteïne-resten, die bijna 30% van de aminozuur-resten uitmaken.
Metallothioneïnen komen bij veel organismen voor. Bij de mens worden vier proteïne-isovormen gesynthetiseerd, grote hoeveelheden vooral in de lever en nieren.
Metallothioneïnen hebben verschillende metaalbindingsvoorkeuren dat samengaat met de functionele specificiteit. Zo heeft bijvoorbeeld het Mus musculus MT1 een voorkeur voor binding met divalente metaalionen (Zn(II), Cd(II),...), terwijl het gist CUP1 selectief is voor monovalente metaalionen (Cu(I), Ag(I),...). Metaal-selectieve metallothioneïnen met metaal-specifieke fysiologiscne functies werden ontdekt door Dallinger et al. (1997) bij longslakken (Gastropoda, Mollusca). De wijngaardslak bezit een Cd-selectieve (CdMT) en een Cu-selectieve proteïne-isovorm (CuMT), die respectievelijk betrokken zijn bij de detoxificatie van cadmium en de regulatie van koper. Metallothioneïnen kunnen giftige zware metalen, zoals kwik, binden, waardoor de schadelijke werking tenietgedaan wordt. In hoge concentraties worden metallothioneïne kristallen (insluitsels) gevormd, die zich in de weefsels kunnen ophopen.

## Classificatiesysteem
Er zijn verschillende classificatiesystemen. Binz en Kagi maakten in 2001 een classificatiesysteem gebaseerd zowel op taxonomische gezichtspunten als ook op de cysteïneverdeling binnen de polypeptide. In de onderstaande tabel zijn de 15 klassen opgenomen. De plantaardige metallothioneïnen (klasse 15) zijn in 2002 door Cobbett  en Goldsborough op basis van de intramoleculaire cysteïne-verdeling verder in vier onderklassen ingedeeld.
| Familie                       | Sequentiepatroon                                                                       | Voorbeeld organisme                 |
| ----------------------------- | -------------------------------------------------------------------------------------- | ----------------------------------- |
| 1. Gewervelden                | K-X(1,2)-C-C-X-C-C-P-X(2)-C                                                            | Mus musculus MT1                    |
| 2. Weekdieren                 | C-X-C-X(3)-C-T-G-X(3)-C-X-C-X(3)-C-X-C-K                                               | Mytilus edulis 10MTIV               |
| 3. Kreeftachtigen             | P-[GD]-P-C-C-X(3,4)-C-X-C                                                              | Homarus americanus MTH              |
| 4. Stekelhuidigen             | P-D-X-K-C-[V,F)-C-C-X(5)-C-X-C-X(4)- C-C-X(4)-C-C-X(4,6)-C-C                           | Strongylocentrotus purpuratus SpMTA |
| 5. Diptera                    | C-G-X(2)-C-X-C-X(2)-Q-X(5)-C-X-C-X(2)D-C-X-C                                           | Drosophila melanogaster MTNB        |
| 6. Nematoden                  | K-C-C-X(3)-C-C                                                                         | Caenorhabditis elegans MT1          |
| 7. Ciliophora                 | X-C-C-C-X ?                                                                            | Tetrahymena thermophila MTT1        |
| 8. Schimmels 1                | C-G-C-S-X(4)-C-X-C-X(3,4)-C-X-C-S-X-C                                                  | Neurospora crassa MT                |
| 9. Schimmel 2                 | ---                                                                                    | Candida glabrata MT2                |
| 10. Schimmel 3                | ---                                                                                    | Candida glabrata MT2                |
| 11. Schimmel 4                | C-X-K-C-X-C-X(2)-C-K-C                                                                 | Yarrowia lipolytica MT3             |
| 12. Schimmel 5                | ---                                                                                    | Saccharomyces cerevisiae CUP1       |
| 13. Schimmel 6                | ---                                                                                    | Saccharomyces cerevisiae CRS5       |
| 14. Prokaryoten               | K-C-A-C-X(2)-C-L-C                                                                     | Synechococcus sp. SmtA              |
| 15.1. Planten MTs Typ 1       | C-X-C-X(3)- C-X-C-X(3)- C-X-C-X(3)-Spacer- C-X-C-X(3)- C-X-C-X(3)- C-X-C-X(3)          | Pisum sativum MT                    |
| 15.2. Planten MTs Typ 2       | C-C-X(3)-C-X-C-X(3)- C-X-C-X(3)- C-X-C-X(3)-Spacer- C-X-C-X(3)- C-X-C-X(3)- C-X-C-X(3) | Lycopersicon esculentum MT          |
| 15.3. Planten MTs Typ 3       | ---                                                                                    | Arabidopsis thaliana MT3            |
| 15.4. Planten MTs Typ 4 of EC | C-X(4)-C-X-C-X(3)-C-X(5)-C-X-C-X(9,11)-HTTCGCGEHC- X-C-X(20)-CSCGAXCNCASC-X(3,5)       | Triticum aestivum MT                |

C staat voor cysteïne.
Een spacer is een gebied zonder cysteïne.
X staat voor elk ander aminozuur. Dus geen cysteïne. De getallen tussen haakjes achter de X geven het aantal aminozuren op de plaats van X aan.
De andere letters staan voor een bepaald aminozuur. Zie Aminozuur#Overzicht van de 20 fundamentele aminozuren.